# 12e Leger (Verenigd Koninkrijk)
Het Britse Twaalfde Leger (Brits: Twelfth Army) was een leger die tijdens de Tweede Wereldoorlog werd opgericht.
Het Twaalfde Leger werd op 28 mei 1945 opgericht om de operaties in Birma over te nemen van het Britse Veertiende Leger die zich terugtrok om zich voor te bereiden op Operatie Zipper, de geplande invasie van Malaya.
Het Twaalfde Leger ontstond vanuit het Indische 33e Legerkorps die onder bevel stond van luitenant-generaal Sir Montagu Stopford. Het nam ook het Britse 4e Legerkorps van het Veertiende Leger over. Het 4e Legerkorps, onder bevel van luitenant-generaal Francis Tuker, bestond uit de Indische 5e Infanteriedivisie, de Indische 17e Infanteriedivisie, de Indische 19e Infanteriedivisie en de Indische 225e Tankbrigade. Daarnaast kreeg het Twaalfde Leger het bevel over de Indische 7e Infanteriedivisie, de Indische 20e Infanteriedivisie en de 22e Oost-Afrikaanse Brigade.
Er waren tijdens de oprichting van het Twaalfde Leger nog steeds Japanse eenheden in Birma en het 4e Legerkorps kreeg de taak om de Japanse eenheden uit het land te verjagen. Na de oorlog bleef het Twaalfde Leger tot november 1945 bestaan, daarna werd het hernoemd in Burma Command.
Het symbool van het Twaalfde Leger was een Chinthe op een rode achtergrond met daarbovenop horizontale zwarte strepen waarop in witte letters “XII” is geschreven.

## Bevelhebbers
- 28 mei 1945 – 31 augustus 1945 luitenant-generaal Sir Montagu Stopford